# Heart & Soul / Heartstrings
A Heart Strings (Dániában és Skandináviában Heart & Soul – 13 Rock Classic) Bonnie Tyler brit rockénekesnő 13. stúdióalbuma és az első olyan lemeze, amelyre csak feldolgozások kerültek. Az énekesnő a Prágai Filharmonikusok közreműködésével énekelte fel a dalokat.
A tizenhárom dal között az Bonnie kedvencei hallhatóak. Olyan előadók dalai, mint Bruce Springsteen (Human Touch), Richard Marx (Right Here Waiting), U2 (I Still Haven't found what I'm Looking for) vagy a The Beatles (In My Life).
A Skandináv és a később  megjelent világkiadás is az EMI Music és a dán CMC Records közreműködésével jelent meg. Bonnie Tyler csak egy album erejéig volt szerződésben a két kiadóval.

## Az albumról
Bonnie Tyler karrierje során első alkalommal készített olyan albumot, amelyen csak feldolgozások hallhatók. Az énekesnő saját maga válogatta össze a kedvenc dalait. Több mint 100 dal közül választotta kia azt a tizenhármat, amely az új albumot alkotta. 
Az ötlet egy dán lemezkiadó, a CMC Recordstól jött. Ők keresték fel az énekesnőt, hogy mit szólna egy albumhoz egy szimfonikus zenekar kíséretével.
Bonnie egy interjúban elmondta, számára a zenemánia a 60-as években kezdődött a Rolling Stones és a The Beatles idején. Éppen ezért mindenképpen szerette volna, hogy egy Beatles dal is felkerüljön a lemezre, így az In My Life című slágert választotta. Továbbá azt is elmondta, hogy félve vágott bele a U2, I Still haven't found what I'm Looking for című dalának felvételébe, mert ahogy fogalmazott, ők a világ legkiválóbb zenekara és ez az egyik kedvenc dala. Az It's Over című dalról így nyilatkozott az énekesnő: „Roy Orbison slágerét legutóbb 1974-ben énekeltem. Akkoriban ez a dal jelentette a fellépéseim csúcspontját, így mindenképpen ragaszkodtam hozzá, hogy ez is felkerüljön a lemezre”. De mindemellett nagyon ügyelt arra, hogy egészen más hangszerelésben legyen. Arra a kérdése, hogy miért a Prágai Filharmonikusokkal készítette közösen, azt válaszolta, hogy kiváló a szakmai hírük és ki utasítana vissza egy ilyen mesés ajánlatot hogy Prágában dolgozzon. Bonnie egyetlen akusztikus gitár kíséretében énekelte fel a dalokat, a filharmonikusok pedig erre építkezve játszottak. A zenekar karmestere és vezetője Karl Jenkins volt illetve Nick Ingman, aki többek között Madonna, David Bowie, George Michael és Rod Stewart albumainak elkészítésében is részt vett. A dalok keverését Nick Davis készítette aki több Genesis albumnál is dolgozott.
A lemezhez reklámfilmet és egy fotósorozatot is készítettek Dániában, Skørping városához közeli Thingbæk-i mészkőbányában. A második kiadás borítófotóját pedig az Aalborgi Restaurant Rosdahls-ban készítették..
Az album az EMI Music és a dán CMC Records gondozásában először csak Dániában és a skandináv államokban jelent meg Heart & Soul – 13 Rock Classic címmel 2002. október 28-án. A lemez felkerült a norvég, dán és svéd lemezeladási listára is. Az albumot később Európa többi országában is megjelentették, azonban új borítóval és felcserélt dallistával Heart Strings címmel. Az intenzív reklámkampánynak köszönhetően Németország, Ausztria, Franciaország, Svájc, Spanyolország és Hollandia toplistájára is felkerült. Az album európai kiadása 2003. március 3-án jelent meg.
A dalok tükrözik a szeretetet, a fényt és az árnyékot, a jót és  rosszat. Borzalmas lenne az élet zene nélkül és a zene szörnyű lenne szeretet nélkül.

## Promóció

### Németország
TV reklám
- Az album a német RTL Televízió támogatását élvezte. A csatorna a főműsoridőben sugározta a 15 másodperces reklámfilmet, többek között az RTL Megastars című műsor reklámszüneteiben.[3]

Televíziós reklámkampány
A megjelenés hetében, vagyis 2003. március 2, és 10. között több tv-csatorna, különböző műsoraiban mutatták be az új lemezt.
- ARD – Beszámoló az új albumról a Birsant című műsorban
- ZDF – Beszámoló az új albumról a Hallo Deutschland című műsorban
- ZDF – Albumismertető a Volle Kanne... műsorban
- ZDF – Beszámoló az új albumról a ZDF Morgen Magazin című műsorban
- ZDF – Interjú Bonnie Tylerrel a saját otthonában és a Leute Heute című műsor stúdiójában.
- SAT.1 – Interjú a Blitz-nek
- SAT.1 – Harald Schmidt Talkshow szereplés
- RTL – Interjú az Exklusiv-nak

Áprilisban
- RTL – 5 perces riportműsor a 70'er Show-ban

'Rádiókampány
A megjelenés követő héten a rádióállomások az első kislemezdallal reklámozták az új kiadványt. Az első dal, amelyet játszanak a lemezről, az Amazed.
Rádióadók:
*Antenne Brandenburg, 88 Acht, MDR Sachsen Anhalt, SWR1,
Részletes album-bemutató a megjelenés hetében az alábbi rádióállomásokon:
*Antenne Brandenburg, WDR2, Radio NRW, FFH, HR3, SR1, SWR1, Radio7.
Sajtókampány
- Fél oldalas hirdetések március hónapban a Good Times és a Das Neue magazinokban.
- Nagy terjedelmű promóciós cikkek napilapokban, magazinokban, helyi újságokban. Egy oldalas interjú a Good Times magazinban és két oldalas interjúk a Echo der Frau, Frau im Spiegel és a Das Neue magazinokban.[3]

Online kampány
Bonnie Tyler hivatalos weboldala új arculatot kapott a lemez megjelenésekor illetve a capitol-music.de is nagy felületen reklámozta az új lemezt. Továbbá a T-online.de online chatet szervezett és Bonnie válaszolt a rajongói kérdésekre.
Mindezeken túl az üzletekben is nagy hirdetőtáblákkal, plakátokkal reklámozták az új albumot.

### Franciaország
Franciaországban valamivel mérsékeltebb marketinget alkalmaztak. 
Bonnie Tyler a TF1 főműsoridőben sugárzott Tubes d'un Jour, Tubes de Toujours című műsorában szerepelt, majd az M6 csatorna Absolument 70's című show műsorában két dalt énekelt. Az It's a Heartache mellett a Heart Stringsről is énekelt. A Canal Jimmy csatorna egy angol nyelvű életrajzi műsort sugárzott márciusban.
A francia rádiók közül a France Bleu és az RTL játszotta az I Still Haven't Fount What I'm Looking For című dalt továbbá aktívan reklámozták a nagylemezt is. 
A sajtóban is jelentek meg reklámhirdetések és interjúk. A kampányban a Le Parisien, Paris Match, France Soir, Paris Capitale, Paris Boum-Boum című folyóiratok és magazinok vettek részt de további sajtótermékekben és TV műsorokban is reklámozták az új lemezt.

## Idézetek
Az interjú a 2003-as budapesti látogatása során készült, amikor a Magyar Televízió meghívására érkezett  bemutatni új lemezét.
A lemezen, amelyet a Prágai Filharmonikusokkal, valamint a saját zenekarommal rögzítettem, Beatles dal éppúgy szerepel, mint Richard Marx, a Lonestar, Tom Petty vagy Phil Collins egy-egy slágere. A filharmonikusok játéka és a klasszikus rock hangszerek elegye egészen különleges produkciót eredményezett. A dalok egy része erőteljes ballada, míg a többi sokkal lágyabb, amelyekben a hangszerek veszik át a fő szerepet. 
 A lemezre válogatott dalok zömét eredetileg férfiak énekelték és Én ezt remek dolognak tartom, hiszen így egy egészen másféle előadásmóddal ismerkedhet meg a közönség. Én magam is egy erőteljes hangú énekesnő vagyok, így nem jelentett nehézséget számomra, hogy férfiak dalait adjam elő, ráadásul a szövegeken sem kellett sokat változtatni. A választás azonban nem volt tudatos, egyszerűen így alakult. A faurcsa dolog az, hogy Janis Joplin és Tina Turner örök kedvenceim, de az ő dalaikat nem tudnám olyan tökéletesen előadni mint ők tették. Jobb ez így.

## Dalok
| #  | Dalcím                                    | Zeneszerző                  | Producer                 | Hossz | Eredeti előadó                |
| -- | ----------------------------------------- | --------------------------- | ------------------------ | ----- | ----------------------------- |
| 1  | Human Tuch                                | Bruce Springsteen           | David Aspden; Matt Prior | 4:30  | Bruce Springsteen             |
| 2  | Everybody Hurts                           | Bill Berry, Peter Buck      | David Aspden; Matt Prior | 5:52  | R.E.M.                        |
| 3  | Amazed                                    | Marvin Green, C. Lindsey    | David Aspden; Matt Prior | 4:06  | Lonestar                      |
| 4  | Against All Odds (Take a Look at Me Now)  | Phil Collins                | David Aspden; Matt Prior | 4:07  | Phil Collins                  |
| 5  | And I1m Telling You I’m Not Going         | Tom Eyen, H. Krieger        | David Aspden; Matt Prior | 4:08  | Jennifer Holiday              |
| 6  | Lean On Me                                | Bill Withers                | David Aspden; Matt Prior | 4:35  | Bill Withers                  |
| 7  | In My Life                                | John Lennon, Paul McCartney | David Aspden; Matt Prior | 2:58  | The Beatles                   |
| 8  | Learning To Fly                           | Tom Petty                   | David Aspden; Matt Prior | 3:55  | Tom Petty & The Heartbreakers |
| 9  | Right Here Waiting                        | Richard Marx                | David Aspden; Matt Prior | 4:12  | Richard Marx                  |
| 10 | I Still Heaven Found What I’m Looking For | Bono                        | David Aspden; Matt Prior | 4:12  | U2                            |
| 11 | I Can’t Make You Love Me                  | Mike Reid, Shamblin         | David Aspden; Matt Prior | 4:34  | Bonnie Raitt                  |
| 12 | Need Your Love So Bad                     | Little Willie John          | David Aspden; Matt Prior | 4:34  | Flatwood Mac                  |
| 13 | It’s Over                                 | Roy Orbison                 | David Aspden; Matt Prior | 4:15  | Roy Orbison                   |

## Heart Strings Tour 2003
Bonnie Tyler 2003 áprilisában egy kisebb németországi koncertturné keretein belül mutatta be új lemezét a közönségnek. A koncertsorozaton 8 dalt adott elő a Heart Strings albumról és 9 korábbi dalát énekelte.
Bővebben: Heartstrings Tour
| Időpont           | Helyszín                                    |
| ----------------- | ------------------------------------------- |
| 2003. április 28. | Németország, Chemnitz, Stadthalle           |
| 2003. április 29. | Németország, Hamburg, Fabrik                |
| 2003. április 30. | Németország, Kreffeld, Galopprennbahn       |
| 2003. május 2.    | Németország, Bonn, Rheinaue                 |
| 2003. május 3.    | Németország, Gelsenkirchen, Arena           |
| 2003. május 4.    | Németország, Drezda, Alter Schlachthof      |
| 2003. május 5.    | Németország, Stuttgart, Stadthalle Leonberg |
| 2003. május 9.    | Németország, Paderborn, Capitol             |
| 2003. május 11.   | Németország, Bamberg, Forum                 |
| 2003. május 12.   | Németország, Tuttlingen, Stadthalle         |

## A produkció

### Zenészek
- Ritmikus és akusztikus gitár: Matt Prior
- Dobro gitár:Alan Darby
- harmónia gitár: Keith Atack
- Billentyűk, akusztikus zongora, hammond: John Young
- Elektromos basszus: Ed Poole, Paul Turner
- Dobok: Thomas Lang, John Tonks
- Ütőhangszerek: Thomas Dyani
- Pánsíp: James McNally
- Vokál: Sam Brown, Claudia Fontaine, Margo Buchanan, Rita Cmpbell, Aitch McRobbie, Claire Nicholson
- Vonósok: Prague Philharmonic Orchestra

### Producerek, közreműködők
- producerek: Matt Prior, David Aspden
- vezető rendező: Tim Young (Metropolis Mastering)
- rendező: Matt Prior
- rendező asszisztens: Philippe Rose
- masterizálás: Dave Meegan (Z Management)
- management: David Aspden
- vokál felvétel vezető: David Aspden, Alan Darby, Matt Prior
- karmester: Karl Jenkins
- asszisztens: Helen Connolly
- hangmérnök:Michael Hradisky, Jan Holner
- tolmács:Stanislava Vomackova
- díszlet: Josef Pokluda
- fényképész: Marc Fluri
- booklet fotók: Nils Krogh
- asszisztens:Clara Liberath
- haj és smink: Bibi Lykke (Holzermann Junget)
- helyszín: Thingback-i mészkőbánya, Dánia (Heart & Soul borítófotók); Restaurant Rosdahls, Dánia (Heartstrings borítófotó)
- látványterv: Brigitte K. Kristiansen
- borítófotó: Stefan Klein

### Stúdiók
- The Engin Room
- Startrack Studio
- Darby Studio
- Ridge Farm

## Kislemezek

### Amazed (Promo)
| # | Dalcím                 | Zeneszerző               | Producer                 | Hossz |
| - | ---------------------- | ------------------------ | ------------------------ | ----- |
| 1 | Amazed (Radio Version) | Marvin Green, C. Lindsey | David Aspden; Matt Prior | 3:48  |

### Against All Odds (Take a Look At Me Now)
| # | Dalcím                                                   | Zeneszerző        | Producer                 | Hossz |
| - | -------------------------------------------------------- | ----------------- | ------------------------ | ----- |
| 1 | Against All Odds (Take a Look At Me Now) (Radio Version) | Phil Collins      | David Aspden; Matt Prior | 3:25  |
| 2 | Human Touch                                              | Bruce Springsteen | David Aspden; Matt Prior | 4:32  |

### Learning To Fly
| # | Dalcím                          | Zeneszerző        | Producer                 | Hossz |
| - | ------------------------------- | ----------------- | ------------------------ | ----- |
| 1 | Learning To Fly (Radio Version) | Tom Petty         | Matt Prior; David Aspden | 3:45  |
| 2 | Human Touch (Radio Edit)        | Bruce Springsteen | Matt Prior; David Aspden | 3:39  |

### Amazed
| # | Dalcím                        | Zeneszerző                  | Producer                 | Hossz |
| - | ----------------------------- | --------------------------- | ------------------------ | ----- |
| 1 | Amazed (Radio Version)        | Marvin Green, C. Lindsey    | Matt Prior; David Aspden | 3:48  |
| 2 | Amazed (Album Version)        | Marvin Green, C. Lindsey    | Matt Prior; David Aspden | 4:06  |
| 3 | Amazed (Instrumental Version) | Marvin Green, C. Lindsey    | Matt Prior; David Aspden | 4:06  |
| 4 | In My Life                    | Paul McCartney; John Lennon | Matt Prior; David Aspden | 2:35  |

## Toplistás helyezések
| Chart (2002/03) | Legjobb helyezés |
| --------------- | ---------------- |
| Norvégia        | 29               |
| Hollandia       | 29               |
| Ausztria        | 32               |
| Svédország      | 34               |
| Dánia           | 41               |
| Németország     | 41               |
| Spanyolország   | 41               |
| Franciaország   | 75               |

| Amazed single           | Legjobb helyezés |
| ----------------------- | ---------------- |
| Euro Airplay Chart 2003 | 157              |

## Külső hivatkozások
- Learning To Fly LIVE